# Росайм (кантон)
Роса́йм (фр. Rosheim) — кантон у Франції, в департаменті Нижній Рейн регіону Ельзас.

## Склад кантону
Кантон включає в себе 9 муніципалітетів:
| Муніципалітет        | Площа | Населення, осіб | Рік  |
| -------------------- | ----- | --------------- | ---- |
| Берш                 | 23,35 | 2107            | 1999 |
| Бішоффсайм           | 12,33 | 3079            | 2006 |
| Грендельбрук         | 14,63 | 1127            | 1999 |
| Грисайм-пре-Мольсайм | 4,62  | 1997            | 2007 |
| Молькірш             | 12,47 | 765             | 1999 |
| Оттрот               | 28,89 | 1636            | 2007 |
| Росайм               | 29,55 | 4548            | 1999 |
| Сен-Набор            | 1,89  | 479             | 1999 |

## Консули кантону
| Період    | Консул             | Посада                    |
| --------- | ------------------ | ------------------------- |
| 1988—2008 | Alphonse Troestler | Мер муніципалітету Росайм |
| 2008—2014 | Philippe Meyer     | Мер муніципалітету Берш   |

| Франція | Це незавершена стаття з географії Франції. Ви можете допомогти проєкту, виправивши або дописавши її. |